# John Wiseman
John Wiseman (1940)), bijnaam (John) Lofty Wiseman, is een Britse schrijver, survivalexpert en televisiepresentator. 
In 1959, toen hij 18 jaar oud was, werd Wiseman de jongste persoon ooit die door de selectie voor de Special Air Service (SAS, het elitekorps van het Britse leger) kwam. Later kreeg hij daar diverse vooraanstaande functies, waaronder warrant officer en sergeant-majoor, richtte hij er diverse teams op, nam deel aan meerdere speciale militaire missies en besliste wie geschikt was om zich bij het korps aan te sluiten. Hij diende ruim 26 jaar bij de SAS. 
Wiseman schreef verscheidene boeken over survival. Het bekendste daarvan is waarschijnlijk het SAS Survival Handboek (1986), dat in vele vertalingen verscheen en waarvan wereldwijd miljoenen exemplaren zijn verkocht.
Na zijn pensioen in 1985 werd hij onder andere adviseur en trainer op het gebied van survival en leidde hij survivalinstructeurs op. Ook verscheen hij regelmatig op televisie. 